# Xysticus gortanii
Xysticus gortanii là một loài nhện trong họ Thomisidae.
Loài này thuộc chi Xysticus. Xysticus gortanii được Lodovico di Caporiacco miêu tả năm 1922.